# Edson Rodrigues
Edson Rodrigues (ur. 13 marca 1967) – brazylijski piłkarz występujący na pozycji obrońcy.

## Kariera klubowa
Seniorską karierę rozpoczynał w Grêmio de Esportes Maringá w 1985. Piłkarzem tego klubu – z krótką przerwą w 1988 roku na grę w Figueirense FC – był do 1991 roku. Od 1992 do 1994 roku występował w klubie Nagoya Grampus Eight. W J.League zadebiutował 19 maja 1993 roku w wygranym 3:0 spotkaniu z Urawa Red Diamonds. Ogółem w japońskiej lidze rozegrał 52 mecze, zdobywając cztery bramki. W 1995 roku powrócił do Brazylii, zostając piłkarzem AE Araçatuba. W 1997 roku grał w Maringá FC 1995.

## Statystyki ligowe
| Sezon | Klub                 | Liga     | Mecze | Gole |
| ----- | -------------------- | -------- | ----- | ---- |
| 1993  | Nagoya Grampus Eight | J.League | 29    | 3    |
| 1994  | Nagoya Grampus Eight | J.League | 23    | 1    |